# HD 9298
HD 9298，又名BD+34 265，SAO 54762、HR 438，是一颗恒星，视星等为6.39，位于銀經132.33，銀緯-27.33，其B1900.0坐标为赤經1h 26m 25.3s，赤緯+34° -27.33′ 6″。